# Amaranthus emarginatus
Amaranthus emarginatus är en amarantväxtart som beskrevs av Philipp Salzmann, Edwin Burton Uline och W. L. Bray. Amaranthus emarginatus ingår i släktet amaranter, och familjen amarantväxter. Inga underarter finns listade i Catalogue of Life.